# Ponte Tienditas
A Ponte Internacional Las Tienditas é uma ponte que permite o táfedo rodoviário e de pedestres; que une o estado de Táchira, na (Venezuela), com o departamento Norte de Santander, na (Colombia). Se comunica a poco mais de 10 quilômetros ao norte da Ponte Internacional Simón Bolívar. Desde fevereiro de 2019 o lado colombiano é chamado também de "Ponte da Unidade"

## Historia
Sua pedra fundamental foi colocada em 24 de janeiro de 2014, tendo como seu projeto estar terminada em um período não maior a 20 meses. Os custos foram estimados em 32 milhões de dólares e assumidos a partes iguales pelos governos de Nicolás Maduro (Venezuela) e Juan Manuel Santos (Colômbia).
A Ponte Las Tienditas se trata da quinta ponte internacional na fronteira entre ambos países; na realidade consiste em 3 pontes paralelas construídas sobre o Rio Táchira, duas veiculares com 3 pistas em cada direção e uma ponte para pedestres de cerca de 10 metros de largura de estrada, todas com um comprimento de 280,10 metros. Tem a particularidade de ser o primeiro a ser construído na Venezuela por aduelas, com o sistema de carros avançados. O projeto também previa dois postos de controle em cada lado da ponte, que são referidos pelo mesmo Centro Nacional de Fronteira ou Cenaf.
Foi concluído no início de 2016, mas devido à crise entre a Venezuela e a Colômbia em 2015 e o fechamento da fronteira da Venezuela, a ponte não foi oficialmente aberta.
Em 2019, o governo de Nicolás Maduro bloqueou a ponte com contêineres de carga para impedir a entrada de ajuda humanitária no país.